# Anicet Adjamossi
Anicet Adjamossi (ur. 15 marca 1984 w Porto-Novo) – beniński piłkarz grający na pozycji obrońcy.

## Kariera klubowa
Karierę piłkarską Adjamossi rozpoczął we Francji, w klubie Girondins Bordeaux. Po grze w juniorach awansował do kadry B i od 2001 do 2004 roku występował w czwartej lidze francuskiej. Następnie latem 2004 odszedł do Pau FC, grającego w trzeciej lidze. Z kolei w sezonie 2005/2006 był piłkarzem innego trzecioligowca, L'Entente SSG. W 2006 roku ponownie zmienił klub i tym razem przeszedł do zespołu Ligue 2, FC Istres. W sezonie 2007/2008 znów grał w trzeciej lidze - w klubie US Créteil-Lusitanos.
W 2008 roku Adjamossi wyjechał do Hiszpanii i został piłkarzem Racingu de Ferrol. W barwach Racingu grał w Segunda División B, czyli na szczeblu trzeciej ligi. Latem 2009 roku po rozwiązaniu kontraktu z Racingiem stał się wolnym zawodnikiem.

## Kariera reprezentacyjna
W reprezentacji Beninu Adjamossi zadebiutował w 2002 roku. W 2004 roku zagrał w 3 spotkaniach Pucharu Narodów Afryki 2004: z Republiką Południowej Afryki (0:2), z Marokiem (0:4) i z Nigerią (1:2). W 2008 roku był podstawowym zawodnikiem Beninu w Pucharze Narodów Afryki 2008 i wystąpił w 3 meczach: z Mali (0:1), z Wybrzeżem Kości Słoniowej (1:4) i z Nigerią (0:2).